# Malesze (gmina)
Malesze (ros. Малешевская волость, lit. Malešių valsčius) – dawna gmina wiejska (włość) istniejąca w latach 1861–1915 na Białostocczyźnie. Siedzibą gminy były Malesze.

## Imperium Rosyjskie
Gmina zbiorowa Malesze powstała w wyniku reformy struktur administracyjnych państwa rosyjskiego w 1861 roku. Była częścią powiatu bielskiego należącego (od 1843) do guberni grodzieńskiej. W 1890 roku gmina Malesze obejmowała 84 miejscowości i zamieszkiwało ją 5079 osób.

## I wojna światowa
Podczas I wojny światowej gmina wraz z powiatem bielskim należała do okupowanego przez Niemcy Ober-Ostu (w okręgu Białystok), gdzie znacznie zmieniono granice i podział administracyjny powiatu bielskiego. Spośród jego 15 gmin, zachowano 9 i zniesiono 6, ponadto utworzono 10 nowych W związku z tym, gmina Malesze została zniesiona, po czym:
- północna jej część weszła w skład nowej gminy Topczewo,
- południowa jej część weszła w skład nowej gminy Łubin,
- dwa wschodnie fragmenty weszły w skład nowej gminy Wyszki (Sasiny i Augustowo),
- południowo-zachodni fragment wszedł w skład nowej gminy Domanowo (Poletyły, stając się odległą eksklawą nowej gminy).

Podział ten zachowano, kiedy powiat bielski przeszedł w sierpniu 1919 pod administrację polską.